# Arlan
Arlan – góra w zachodnim Turkmenistanie w wilajacie balkańskim, której wysokość wynosi około 1880 m n.p.m. (około 2000 metrów powyżej poziomu położonego w depresji Morza Kaspijskiego i 1748 metrów nad otaczającą go równinę). Jest to najwyższy szczyt w paśmie Uly Balkan.